# الشمولية واللامحدودية
الشمولية واللامحدودية (بالإنجليزية: Totality and Infinity) هو عمل (فلسفي) قدمه (إيمانويل ليفيناس) (بالإنجليزية: Emmanuel Levinas). يتبنى هذا العمل أطروحة أن كل الأخلاقيات مستمدة من المواجهة مع الآخر، وهذا الآخر الذي نتعامل معه بشكلٍ ملموس يمثل بوابة إلى عالم الغيرية الأكثر تجريداً.
يعمل هذا الاختلاف بين الشمولية واللامحدودية على تقسيم العالم المحدود، الذي يشمل الآخر كجسمٍ مادي، ويميزه عن العالم الروحي، وبذلك يتمكن البشر من خوض هذا العالم الروحي غير المحدود حينما يكشفون أنفسهم لغيرية الآخر، على سبيل المثال:
إن الاقتراب من الآخر في الحوار يعني أن ترحب بطريقة تعبيره؛ ففي كل مرة يستفيض في التعبير عن الفكرة، ستتبادر إلى ذهنه أفكار تنقله بعيدًا عنها، ومن ثم فإن التلقي من الآخر يتجاوز قدرات الأنا وهو ما يعني تمامًا أن تكون لديك فكرة اللامحدودية (ص 51).

## الوجود
يؤكد ليفيناس بشدة على الوجود المادي في مواجهة الآخر. فهو يرى أن المواجهات وجها لوجه هي الوحيدة التي تسمح باتصالٍ حقيقي باللامحدودية بسبب استمرارية هذا النوع من التفاعل. ولا تكفي الكلمات المكتوبة أو غيرها من الكلمات الأخرى؛ فحينما يدركها الإنسان، تكن قد تحولت إلى ماضٍ. وبذلك: تقع في لائحة الشمولية.
ولقد انتقد جاك دريدافي كتابه «العنف والميتافيزيقا» (بالإنجليزية: Violence and Metaphysics) افتراض ليفيناس؛ حيث كان يزعم أن الكتابة قد تكون على الأقل مقدسة كالكلام.

## الوضع في الفلسفة
يعد الشمولية واللامحدودية إسهامًا كبيرًا وهامًا في عالم الفلسفة، وعلى وجه الخصوص بالنسبة لـ الفلسفة القارية. ويمكن قراءة هذا العمل باعتباره رد فعل على رأي أساتذة ليفيناس وهم إدموند هوسرل (Edmund Husserl) ومارتن هايدغر (Martin Heidegger).
وتعتبر موسوعة ستانفورد للفلسفة (بالإنجليزية: Stanford Encyclopedia of Philosophy) وموسوعة بريتانيكا (بالإنجليزية: Britannica) أن كتاب الشمولية واللامحدودية وكتاب غير أن تكون كيانا (Otherwise Than Being) أحد أهم أعمال ليفيناس.